# Ptolémée XIII
Pour les articles homonymes, voir Ptolémée (homonymie).
Sauf précision contraire, les dates de cet article sont sous-entendues « avant l'ère commune », c'est-à-dire « avant Jésus-Christ ».
Ptolémée XIII Théos Philopator (né vers 61 avant notre ère et mort le 15 janvier 47 avant notre ère près d'Alqam en Égypte) est un des derniers pharaons d'Égypte avant la période romaine. Fils de Ptolémée XII Néos Dionysos, il lui succède en 51 avant notre ère et règne conjointement avec sa sœur aînée Cléopâtre VII qu'il épouse. Co-souverain ptolémaïque adolescent sous l'influence de ses ministres, il combat sa sœur, ordonne la mort de Pompée puis s'oppose à César avant de trouver la mort dans la fuite. 

## Biographie

### Généalogie
|  |  |               |               |               |               |               |               |  |  | Ptolémée XII  | Ptolémée XII  | Ptolémée XII  | Ptolémée XII  | Ptolémée XII  | Ptolémée XII  |  |  |              |              | concubine égyptienne ou macédonienne | concubine égyptienne ou macédonienne | concubine égyptienne ou macédonienne | concubine égyptienne ou macédonienne | concubine égyptienne ou macédonienne | concubine égyptienne ou macédonienne |            |            |            |            | Cléopâtre VI | Cléopâtre VI | Cléopâtre VI | Cléopâtre VI | Cléopâtre VI | Cléopâtre VI |             |             |             |             |  |  |  |  |  |  |  |  |  |  |  |  |  |  |  |  |
|  |  |               |               |               |               |               |               |  |  | Ptolémée XII  | Ptolémée XII  | Ptolémée XII  | Ptolémée XII  | Ptolémée XII  | Ptolémée XII  |  |  |              |              | concubine égyptienne ou macédonienne | concubine égyptienne ou macédonienne | concubine égyptienne ou macédonienne | concubine égyptienne ou macédonienne | concubine égyptienne ou macédonienne | concubine égyptienne ou macédonienne |            |            |            |            | Cléopâtre VI | Cléopâtre VI | Cléopâtre VI | Cléopâtre VI | Cléopâtre VI | Cléopâtre VI |             |             |             |             |  |  |  |  |  |  |  |  |  |  |  |  |  |  |  |  |
|  |  |               |               |               |               |               |               |  |  |               |               |               |               |               |               |  |  |              |              |                                      |                                      |                                      |                                      |                                      |                                      |            |            |            |            |              |              |              |              |              |              |             |             |             |             |  |  |  |  |  |  |  |  |  |  |  |  |  |  |  |  |
|  |  | Ptolémée XIII | Ptolémée XIII | Ptolémée XIII | Ptolémée XIII | Ptolémée XIII | Ptolémée XIII |  |  | Cléopâtre VII | Cléopâtre VII | Cléopâtre VII | Cléopâtre VII | Cléopâtre VII | Cléopâtre VII |  |  | Ptolémée XIV | Ptolémée XIV | Ptolémée XIV                         | Ptolémée XIV                         | Ptolémée XIV                         | Ptolémée XIV                         |                                      |                                      | Arsinoé IV | Arsinoé IV | Arsinoé IV | Arsinoé IV | Arsinoé IV   | Arsinoé IV   |              |              | Bérénice IV  | Bérénice IV  | Bérénice IV | Bérénice IV | Bérénice IV | Bérénice IV |  |  |  |  |  |  |  |  |  |  |  |  |  |  |  |  |
|  |  | Ptolémée XIII | Ptolémée XIII | Ptolémée XIII | Ptolémée XIII | Ptolémée XIII | Ptolémée XIII |  |  | Cléopâtre VII | Cléopâtre VII | Cléopâtre VII | Cléopâtre VII | Cléopâtre VII | Cléopâtre VII |  |  | Ptolémée XIV | Ptolémée XIV | Ptolémée XIV                         | Ptolémée XIV                         | Ptolémée XIV                         | Ptolémée XIV                         |                                      |                                      | Arsinoé IV | Arsinoé IV | Arsinoé IV | Arsinoé IV | Arsinoé IV   | Arsinoé IV   |              |              | Bérénice IV  | Bérénice IV  | Bérénice IV | Bérénice IV | Bérénice IV | Bérénice IV |  |  |  |  |  |  |  |  |  |  |  |  |  |  |  |  |

### Règne
Ptolémée XIII est totalement soumis à l'influence de ses ministres Achillas et Pothin, qui organisent contre Cléopâtre une révolte (probablement en fin 49 avant notre ère). 
La jeune reine se réfugie dans un premier temps en Syrie, lève des troupes et revient combattre son frère. Dans ce contexte assez confus, le 28 septembre 48 avant notre ère, Ptolémée XIII fait assassiner Pompée venu se réfugier en Égypte après sa défaite face à César. Il espère — du moins ses conseillers, car le roi n'a que treize ans — se concilier les faveurs du vainqueur, mais ne s'attire que son mépris. 
César reste en Égypte et tente de réconcilier le frère et la sœur, imposant ainsi le retour de Cléopâtre au pouvoir. Ptolémée XIII est retenu en otage par César mais sa sœur Arsinoé IV prend les armes en son nom. Il parvient à s'échapper après que sa sœur rebelle eut battu César lors de la bataille du phare d'Alexandrie. Dans un premier temps (fin -48), Ptolémée met en difficulté César qui ne possède que des effectifs réduits. Finalement battu, Ptolémée XIII prend la fuite mais se noie, semble-t-il accidentellement, le 15 janvier 47 avant notre ère près du village d'Alqam. Ptolémée XIV, époux et associé de Cléopâtre, lui succède tandis qu'Arsinoé est faite prisonnière.